# Mortagne-au-Perche
Mortagne-au-Perche è un comune francese di 4 422 abitanti situato nel dipartimento dell'Orne nella regione della Normandia.

## Società

### Evoluzione demografica
Abitanti censiti